# جورج ويليام أندرسون
جورج ويليام أندرسون هو سياسي كندي، ولد في 20 مايو 1836، وتوفي في 21 أبريل 1909.